# Marjorie White
Pour les articles homonymes, voir White.
Marjorie White est une actrice canadienne née le 22 juillet 1904 à Winnipeg et morte le 21 août 1935  à Hollywood.

## Filmographie partielle
- 1929 : Happy Days de Benjamin Stoloff
- 1929 : La Vie en rose (Sunny Side Up) de David Butler
- 1930 : L'Amant de minuit de Hamilton MacFadden
- 1930 : L'Amour en l'an 2000 de David Butler
- 1931 : Broadminded de Mervyn LeRoy
- 1931 : Fascination (Possessed) de Clarence Brown
- 1931 : Charlie Chan Carries On de Hamilton MacFadden
- 1933 : Diplomaniacs de William A. Seiter